# Wiel Hoefnagels
Willem Leonard Gerard Servatius (Wiel) Hoefnagels (Kerkrade, 13 mei 1929 - Aerdenhout, 14 februari 1978) was een Nederlands politicus.
Hoefnagels was een katholieke fiscalist en econoom, die na een carrière bij de staatsmijnen als KVP'er staatssecretaris voor belastingen onder Vondeling werd in het kabinet-Cals. Hij had een groot aandeel in de totstandkoming van de Wet op de motorrijtuigbelasting. Hoefnagels keerde als een van de weinige christendemocraten niet terug in het door Zijlstra geformeerde interim-kabinet. Hem werd verweten in 1966 te hebben meegewerkt aan het belastingplan hoewel hij wist dat daarin zwakke plekken zaten. Hij had daarna een succesvolle loopbaan in het bedrijfsleven tot zijn vroegtijdige dood op 48-jarige leeftijd. Hoefnagels was onder andere president-directeur van Koninklijke Scholten-Honig N.V., van 1972 tot 1977.